# Lautsi proti Itálii

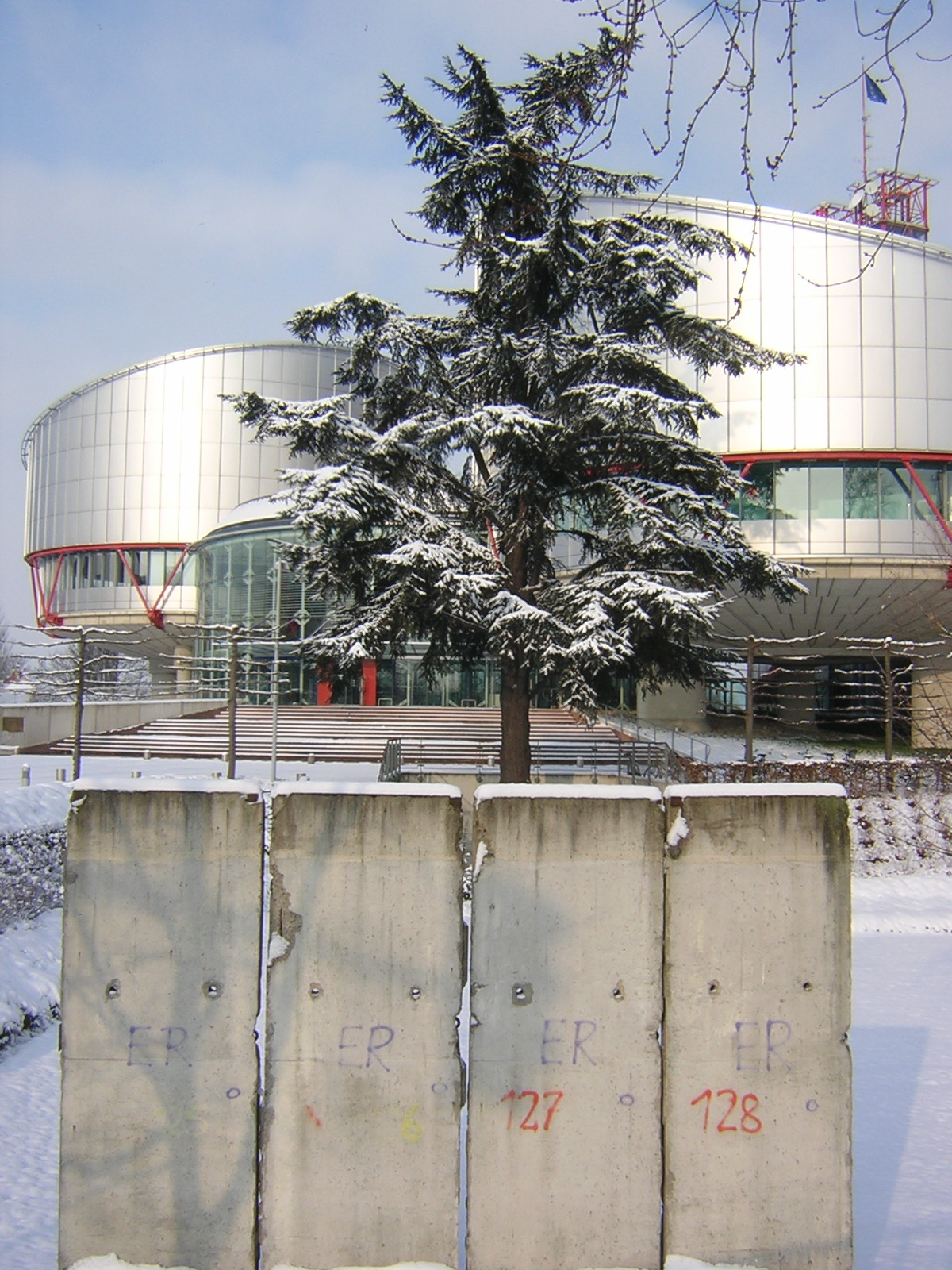
Budova Evropského soudu pro lidská práva ve Štrasburku

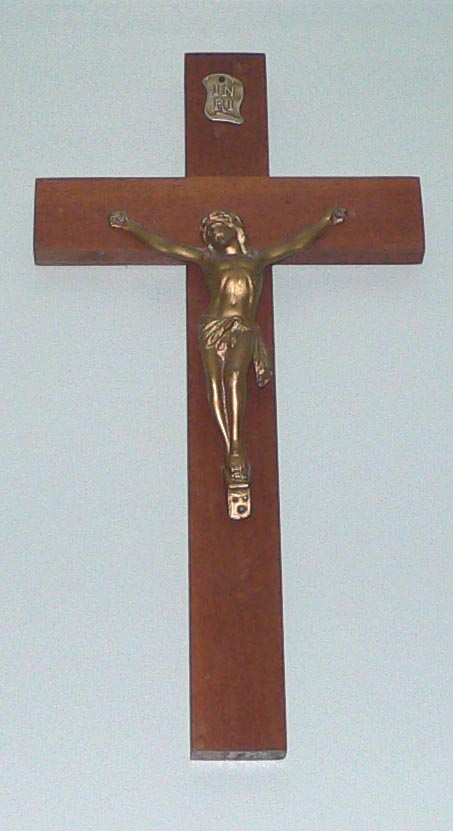
Krucifix pověšený na zdi

Lautsi proti Itálii (30814/06) je případ Evropského soudu pro lidská práva. Soud v tomto případě rozhodl, že vyvěšování krucifixů ve školách nenarušuje náboženskou svobodu.

## Okolnosti případu
V roce 2005 italská občanka narozená ve Finsku jménem Soile Lautsi podala stížnost ke radě školy v italském městě Abano Terme, ve které si stěžovala, že ve třídě jsou vyvěšeny krucifixy, což je proti sekularismu a náboženské neutralitě ve školství. Školní rada na žádost nereagovala, Lautsi se proto obrátila na soud. Administrativní soud i Nejvyšší správní soud neshledal, že by došlo k porušení principů náboženské neutrality. Nejvyšší správní soud dodal, že krucifix symbolizuje hodnoty jako je tolerance, vzájemný respekt, úcta, solidarita nebo svoboda, a i přesto, že symbol je původně náboženský, představuje hodnoty charakteristické pro italskou civilizaci a nemá nutně náboženské konotace.

## Rozhodnutí Evropského soudu pro lidská práva
Lautsi se po neúspěchu u italských soudů podala stížnost k Evropskému soudu pro lidská práva. Ten 3. listopadu 2009 její stížnosti vyhověl a uznal, že v jejím případě byla porušena práva garantovaná Evropskou úmluvou o lidských právech. Podle soudu italský stát porušil článek 9 úmluvy, a také článek 2 druhého protokolu, protože i přesto že krucifix může mít více významů, ten náboženský je jednoznačně nejvýznamnější. Náboženská neutralita nespočívá podle soudu jen v tom, že ve škole není přímo vyučována náboženství nebo slouženy mše, ale vztahuje se i na symboly, kterým se lidé s náboženstvím nesouhlasící nemohou vyhnout. Tvrzení italských soudů, že krucifix podporuje hodnoty pluralismu, Evropský soud pro lidská práva zpochybnil.
Rozhodnutí bylo v Itálii mnohými považováno za skandální. Lautsi uvedla, že po rozhodnutí jí bylo vyhrožováno a její majetek se stal obětí vandalismu. Italská vláda s rozhodnutím nesouhlasila a podala odvolání k velkému senátu Evropského soudu pro lidská práva. Italská stížnost byla podpořena také vládami Litvy, Slovenska a Polska.
Velký senát Evropského soudu pro lidská ráda rozhodl 18. března 2011 ve prospěch Itálie, čímž zrušil předchozí rozhodnutí. Toto rozhodnutí podpořilo 15 soudců, 2 byli proti. Soud uznal, že krucifix je jednoznačně náboženský symbol, navzdory jakýmkoliv dalším konotacím, které může mít. To nicméně neznamená, že jeho vyvěšení ve školách je proti náboženské svobodě. Krucifix je jen pasivní symbol, který přímo žáky nijak neindoktrinuje (na rozdíl od například náboženské výuky).